# Lakatnik
Lakatnik (bulgarisch Лакатник [ɫɐˈkatnik]) ist ein Dorf in der Gemeinde Swoge im Nord-Westen von Bulgarien. Administrativ gehört Lakatnik noch zum Oblast Sofia. Der Name des Ortes (sowie der Felsen) stammt von der Biegung, die der Fluss Iskar in Form eines angewinkelten Ellbogens bildet – bulgarisch лакът lakat.

## Lage

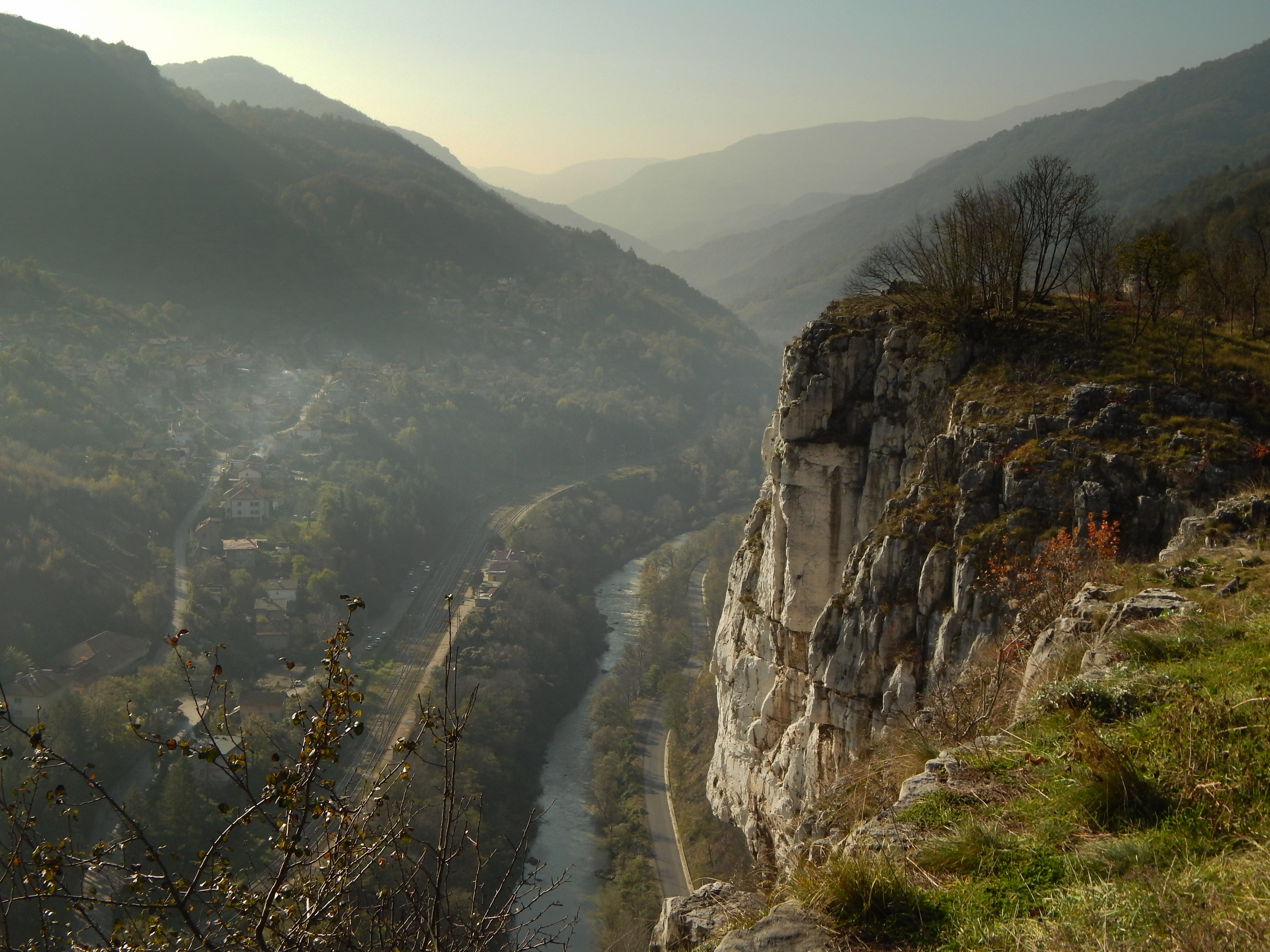
Blick auf den Bahnhof Lakatnik Richtung Süden

Das Dorf liegt 52 Kilometer nördlich von Sofia im Balkangebirge südöstlich des Iskar-Durchbruchs. Der Ortsteil Gara (deutsch „Bahnhof“) Lakatnik liegt direkt am Fluss Iskar.

## Öffentlicher Verkehr
Der Ort liegt an der Bahnlinie Sofia–Mesdra-Plewen-Varna.

## Wirtschaft
Lakatnik ist überwiegend landwirtschaftlich geprägt. Viele Bewohner betreiben Landwirtschaft allerdings nur noch im Nebenerwerb und pendeln täglich zu Arbeitsplätzen in Sofia oder Swoge. Es gibt eine Backwarenfabrik und einen Hersteller von Einweg-Kunststoffartikeln. Ein früher existierendes Postamt ist seit 2008 geschlossen. 1,5 km flussabwärts von Gara Lakatnik gibt es am Iskar eine von insgesamt 6 Staustufen zur Wasserregulierung und Energiegewinnung.
In unmittelbarer Nähe (ca. 3 Kilometer) vom Bahnhof Lakatnik entlang des Flüsschens Proboynitsa befindet sich die geschlossene Uranmine gleichen Names. Die Mine dient momentan nur noch als Steinbruch für die Gewinnung von Bau-Zuschlagstoffen wie Schotter und Kies. Gamma-Hintergrundmessungen überschreiten die maximal zulässigen Werte zeitweise.

## Tourismus
Im unmittelbar an Lakatnik angrenzenden Naturpark Wratschanski Balkan gibt es verschiedene Wander- und Kletterrouten. Besonders das Reservat der Lakatnik-Felsen mit der Alpinistenhütte Adlernest in ca. 600 m Höhe über dem Fluss und gut erschlossenen Kletterrouten durch die Felsen erfreut sich großer Popularität bei Fels-Kletterern. Die malerischen Felsformationen entlang der Iskar-Schlucht zählen zu den schönsten Naturdenkmälern Bulgariens und sind ein beliebtes Ziel nicht nur für Kletterer, sondern auch für Höhlenforscher. Auf der Spitze der Felsen erhebt sich ein massives Denkmal aus roten Sandsteinblöcken des umliegenden Felsens mit einem weithin sichtbaren roten Stern. Es wurde dort zum Gedenken an die Opfer des Septemberaufstands 1923 errichtet und kann über einen Klettersteig (beginnend von der Gaststätte Peschterata) zu Fuß oder mit PKW auf der Straße Lakatnik–Warschez erreicht werden. Jedes Jahr zwischen dem 10. und 17. Mai wird an dem Denkmal ein Fest organisiert. Auf den Felsen gegenüber dem Denkmal befindet sich ein hohes Gipfelkreuz, das an alle Bergsteiger und Bergsteiger erinnert, die auf den Felsen gestorben sind. Nordwestlich des Ortsteils Bahnhof Lakatnik gibt es viele Höhlen, wie das Dunkle Loch, die Raschischka-Höhle und andere. Da es im Ort allerdings (Stand 2021) keine gewerblichen Übernachtungsangebote gibt, ist der Ort gegenwärtig nur Ausgangspunkt für kurzfristigen Bergtourismus.

## Kultur
Nahe dem Bahnhof im Ortsteil Gara Lakatnik existiert ein Tschitalischte.

## Sonstiges
Der Ort ist seit 2008 Namensgeber für den Lakatnik Point, eine Landspitze an der Nordwestküste von Smith Island im Archipel der Südlichen Shetlandinseln.

## Galerie

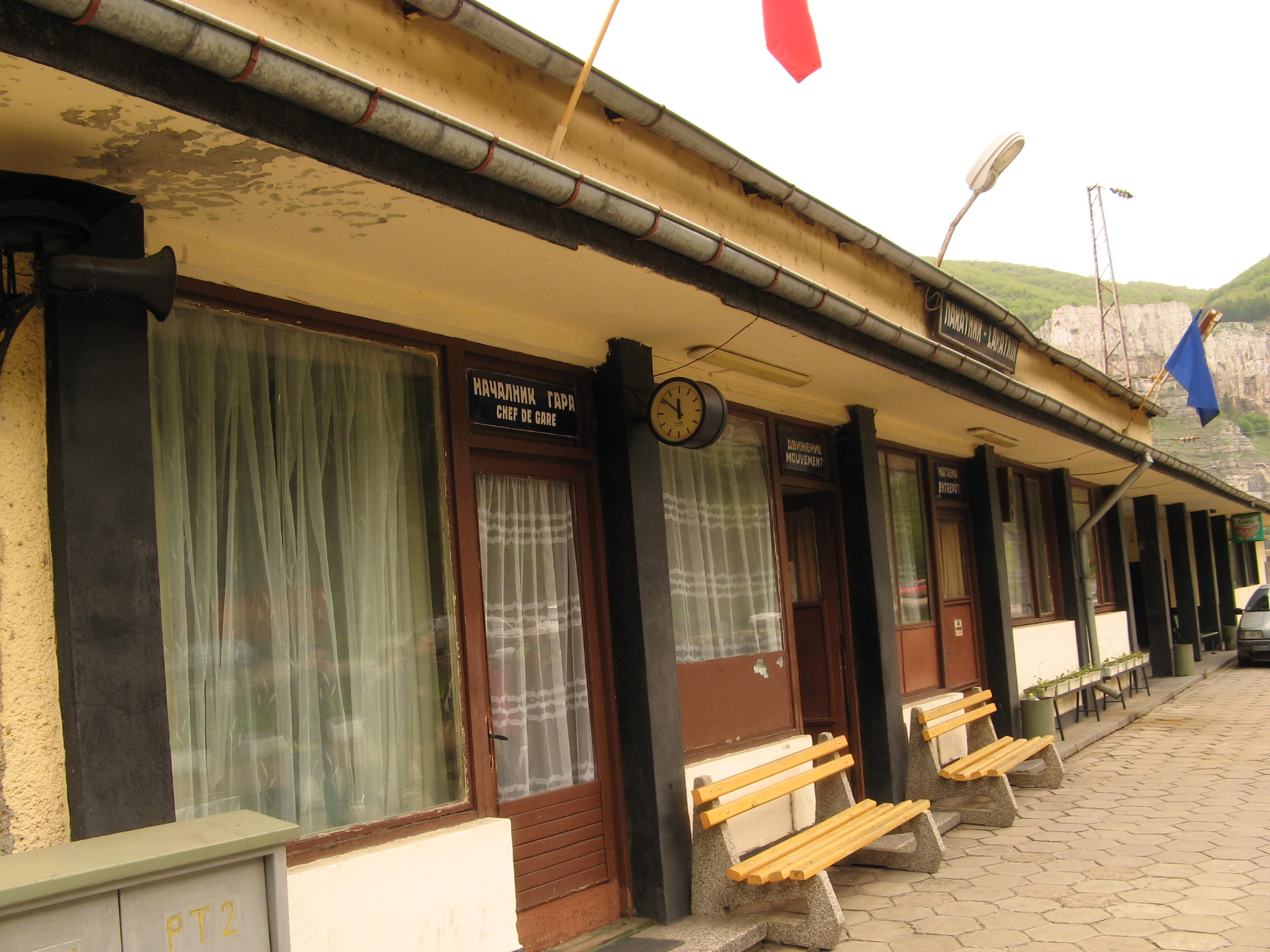
Bahnsteig und Empfangsgebäude von Bahnhof Lakatnik
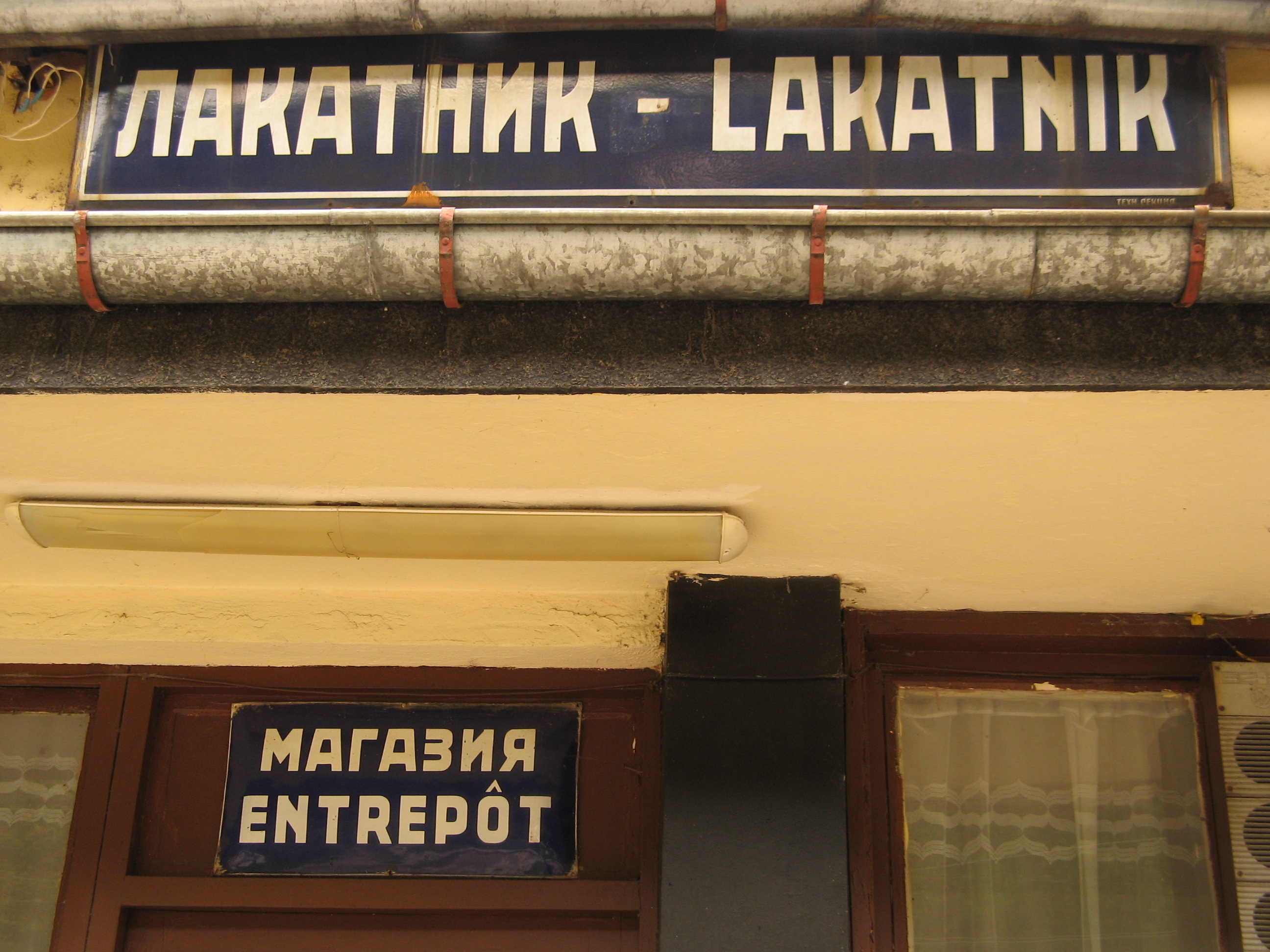
Bahnhof Lakatnik
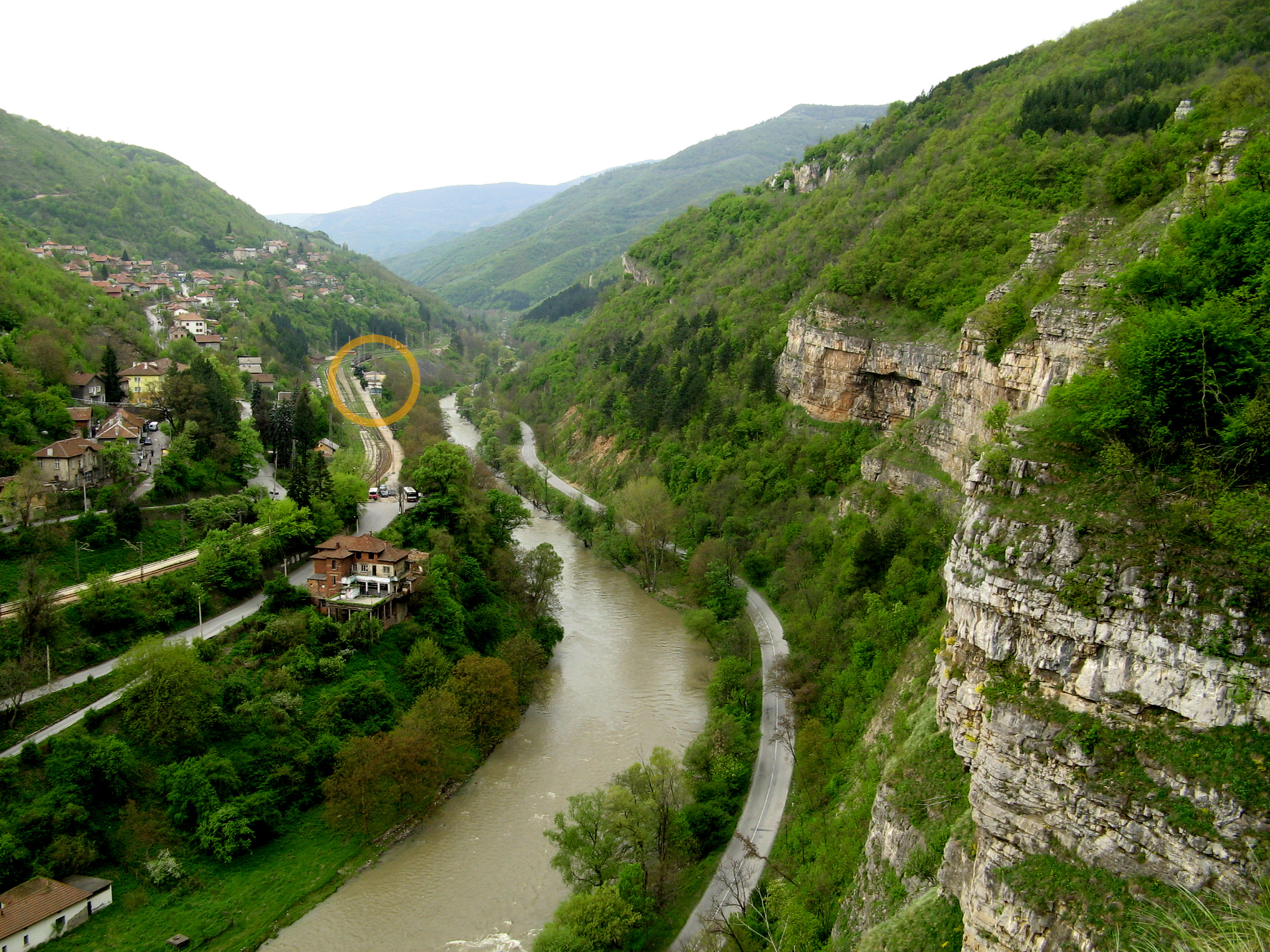
Die Iskar-Schlucht bei Lakatnik, Blick nach Süden
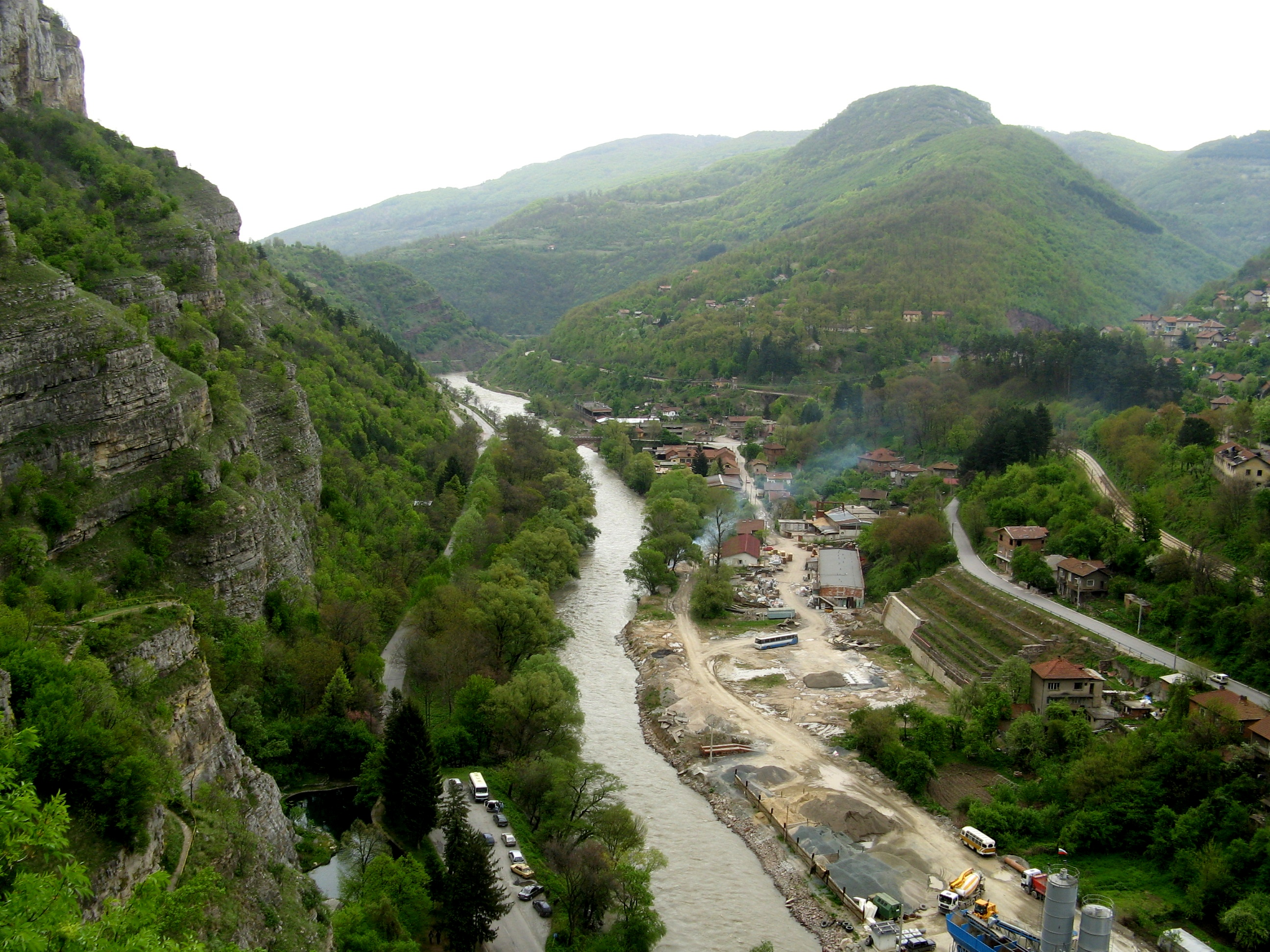
Die Iskar-Schlucht bei Lakatnik, Blick nach Norden
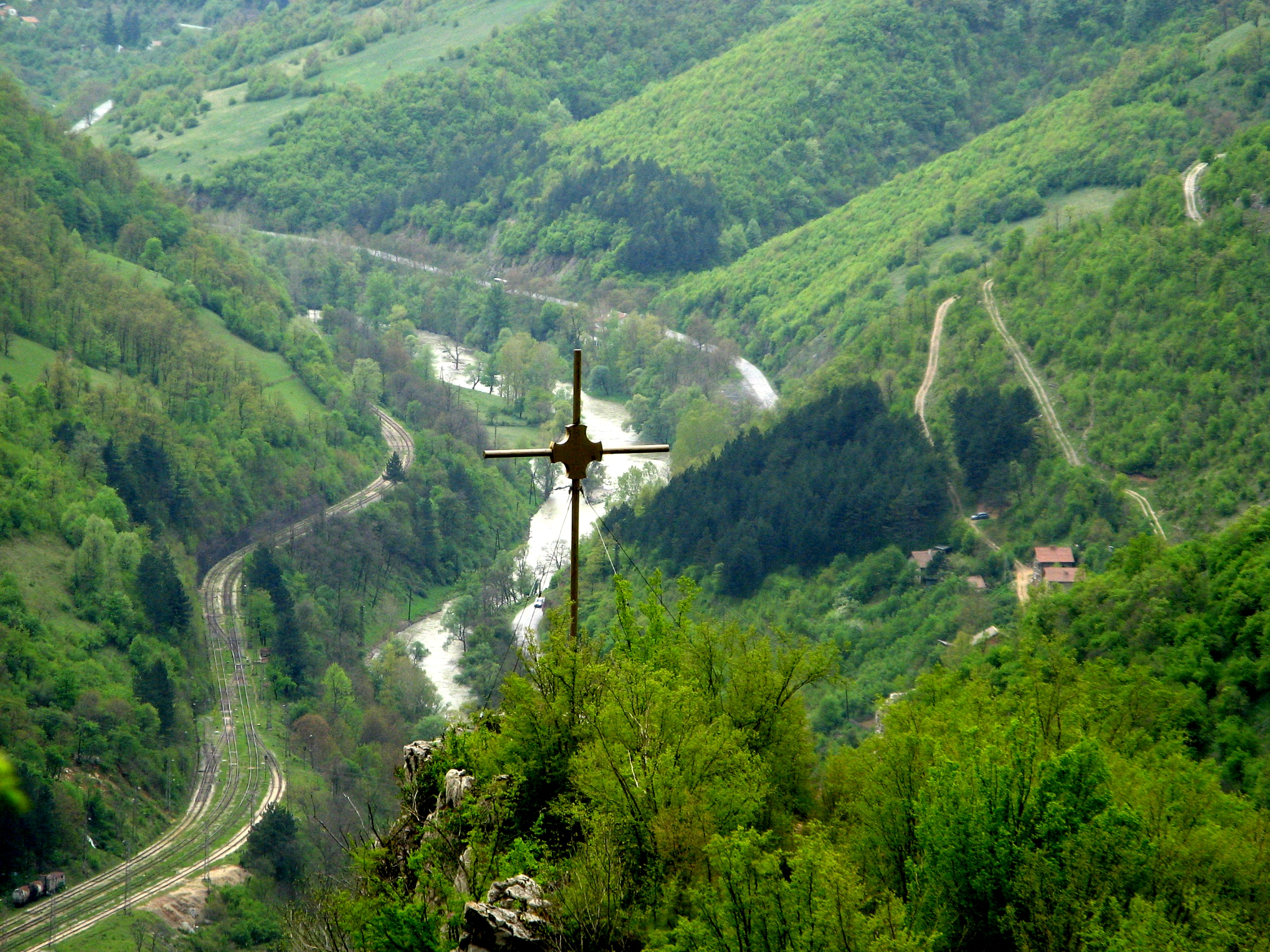
Das Kreuz über die Lakatnikfelsen
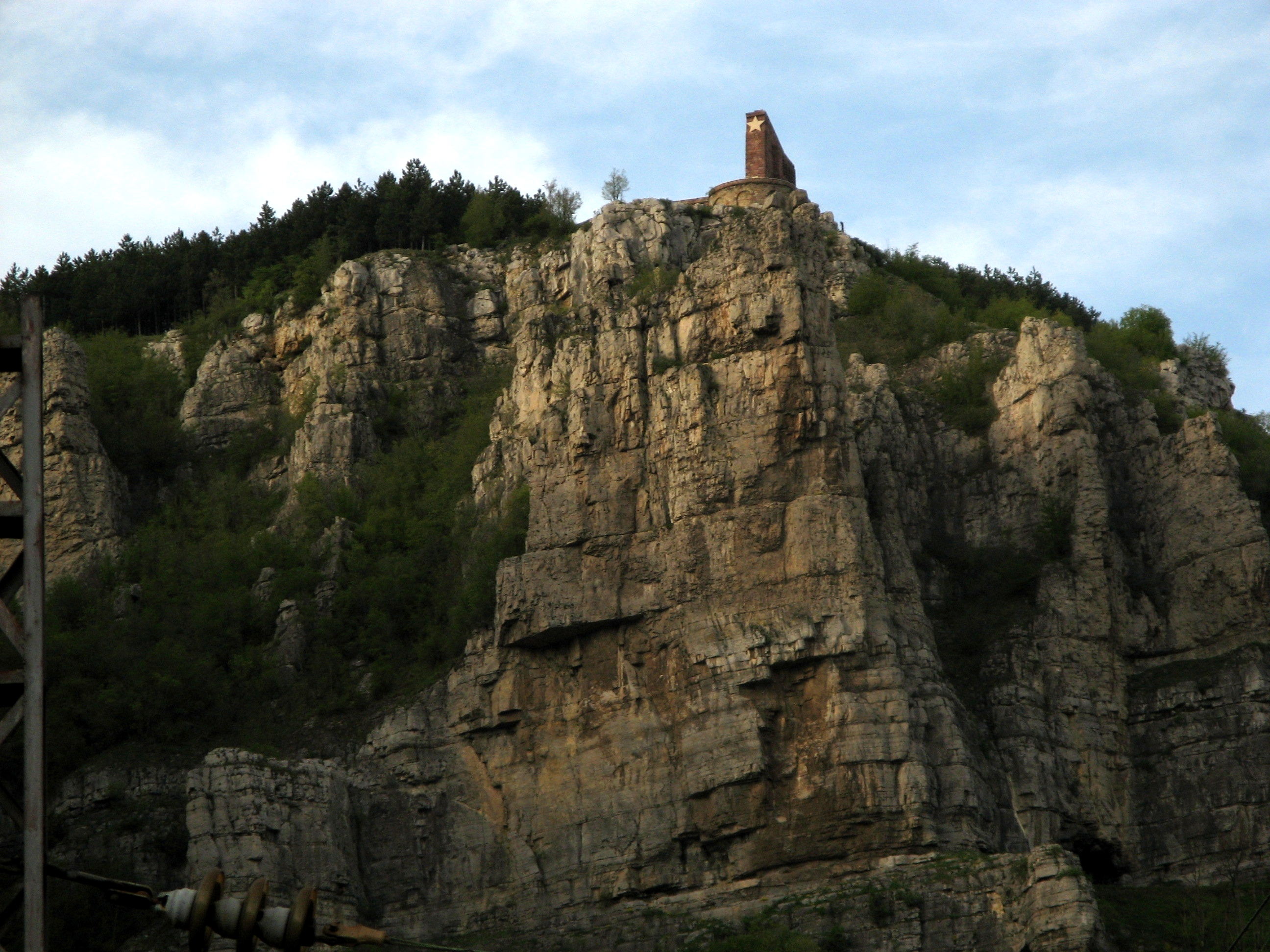
Denkmal der Opfer des Septemberaufstands 1923